# Funcions de Baer
Les funcions de Baer {\displaystyle B_{p}^{q}(z)} i {\displaystyle C_{p}^{q}(z)} són solucions de l'equació diferencial de Baer
{\displaystyle {\frac {d^{2}B}{dz^{2}}}+{\frac {1}{2}}\left[{\frac {1}{z-b}}+{\frac {1}{z-c}}\right]{\frac {dB}{dz}}-\left[{\frac {p(p+1)z+q(b+c)}{(z-b)(z-c)}}\right]B=0}
que sorgeix quan s'aplica la separació de variables a l'equació de Laplace en coordenades paraboloidals. Les funcions de Baer es defineixen com les sèries de solucions sobre {\displaystyle z=0} que satisfan {\displaystyle B_{p}^{q}(0)=0}, {\displaystyle C_{p}^{q}(0)=1}. Substituint una sèrie de potències d'Ansatz a l'equació diferencial, es poden construir sèries formals per a les funcions de Baer. Per a valors especials de {\displaystyle p} i {\displaystyle q}, poden existir solucions més senzilles. Per exemple, 
{\displaystyle B_{0}^{0}(z)=\ln \left[{\frac {z+{\sqrt {(z-b)(z-c)}}-(b+c)/2}{{\sqrt {bc}}-(b+c)/2}}\right]}
A més, les funcions de Mathieu són solucions de casos especials de l'equació de Baer, ja que aquesta es redueix a l'equació diferencial de Mathieu quan {\displaystyle b=0} i {\displaystyle c=1}, i fent el canvi de variable {\displaystyle z=\cos ^{2}t}.
Igual que l'equació diferencial de Mathieu, l'equació de Baer té dos punts singulars regulars (en {\displaystyle z=b} i {\displaystyle z=c}), i un punt singular irregular a l'infinit. Així, en contrast amb moltes altres funcions especials de la física matemàtica, les funcions de Baer no es poden expressar en general en termes de funcions hipergeomètriques.
L'equació d'ones de Baer és una generalització que resulta de separar variables en l'equació de Helmholtz en coordenades paraboloidals:
{\displaystyle {\frac {d^{2}B}{dz^{2}}}+{\frac {1}{2}}\left[{\frac {1}{z-b}}+{\frac {1}{z-c}}\right]{\frac {dB}{dz}}+\left[{\frac {k^{2}z^{2}-p(p+1)z-q(b+c)}{(z-b)(z-c)}}\right]B=0}
que redueix a l'equació de Baer original quan {\displaystyle k=0}.